# NEOSSat
NEOSSat（Near Earth Object Space Surveillance Satellite）とは、カナダ宇宙庁（CSA）の人工衛星で、地球近傍小惑星の発見・監視を任務とする宇宙望遠鏡である。また、カナダ防衛研究開発研究所（DRDC）によって、スペースデブリの監視にも使用される。

## 開発
NEOSSatは、地球の公転軌道と交差し衝突する惧れのある小惑星（NEO）の監視と、地球周回軌道上のスペースデブリを監視の2つの目的のために開発された。その名称通り「NEO」＋「Space Surveillance（宇宙監視）」＋「Satellite（衛星）」である。
カナダ宇宙庁は民生品を多用して低コストでの開発を実現して、2003年に打ち上げたMOSTの設計を、小型衛星用の汎用的な人工衛星の筐体の規格である、MMB（英語：Multi-Mission Microsatellite Bus）として活用した。MOSTに続くカナダが開発した2基目の宇宙望遠鏡であるNEOSSatは、MMBを初めて用いた実験機である。NEOSSatの外観も、MOSTの設計を踏襲したスーツケースサイズの箱型だが、その目的を果たすべく、NEOSSatは太陽光を遮るための望遠鏡のバッフルが突き出た形状をしている。なお、NEOSSatの寸法は、1.4 m×0.8 m×0.4 mである。
NEOSSatの製造費用1500万ドルは、カナダ宇宙庁とカナダ防衛研究開発研究所が分担し、衛星製造の主契約社はMicrosat Systems Canada社が選定された。衛星の各種テストはデビッド・フロリダ研究所が担当した。当初は、2010年の打ち上げを予定していたものの、開発が遅延した。この開発遅延の結果、偶然ながら、その打ち上げ予定日は、2013年2月15日のチェリャビンスク州隕石落下によって、地球への天体衝突に対する世界的な関心が高まった直後に設定された形である。

## 観測機器
NEOSSatが搭載した観測装置はCCDカメラである。装備している望遠鏡の口径は、15 cmである。
この望遠鏡はマクストフカセグレン式で、その視野角は0.85度である。100秒の長時間露光を行った場合は、19.5～20等級の撮像が可能である。受光部に搭載した2つのCCD（1024×1024ピクセル）は、観測と衛星の姿勢制御にそれぞれ用いられる。なお、姿勢制御方式は3軸姿勢制御であるため、安定した撮像が可能である。

## 打ち上げ
NEOSSatの打ち上げに使用したロケットは、インドが開発したPSLV-C20であった。地球観測衛星SARALの打ち上げの際に、ピギーバック衛星の1つとしてNEOSSatも搭載され、打ち上げられた。打ち上げは成功し、2013年2月25日に太陽同期軌道へ投入され、NEOSSatには「2013-009D」の国際標識番号が与えられた。 

## 運用
打ち上げ後のNEOSSatの管制は、セント・ヒューバートのカナダ宇宙庁ミッションオペレーションセンターにて行ってきた。搭載しているCCDカメラで、地球近接天体だけでなく、地球を周回する人工衛星やスペースデブリの監視を行ってきた。
NEOSSatの設計寿命は2年間程度ながら、2020年現在も運用中である。

### 地球近傍天体の発見・監視
地球近傍天体の発見・監視ミッションについては、太陽光の影響のため地球上からでは観測が難しい、地球の公転軌道の内側を専門の観測範囲としており、太陽からの離角が40～45度、黄緯±40度の範囲に望遠鏡を指向させる。検出対象の小惑星のグループとしては、アテン群、アポロ群、アティラ群が該当する。小惑星捜索の観測データ解析は、カルガリー大学の科学オペレーションセンターが担当する。この科学研究チームを率いる主任研究者はチクシュルーブ・クレーターの発見でも知られるアラン・ヒルデブラント博士である。

### スペースデブリの監視
地球を周回するスペースデブリの監視ミッションは、カナダ防衛研究開発研究所の軌道監視システムの一環として行われ、MEO（中軌道）と、GEO（静止軌道）を含む、高度15,000 kmから40,000 kmの範囲内を移動し続けている物体を、3秒角の精度で監視する。13.5等級の光を反射する物体を検出可能であり、これは距離40,000 km先に位置する2 mサイズのスペースデブリに相当する。